# Йордания
Хашемитско кралство Йордания, наричано за кратко Йордания, е държава в Близкия изток. Граничи със Сирия на север, с Ирак на североизток, със Саудитска Арабия на изток и юг, и с Израел и Западния бряг на запад. Заедно с Израел има граници по брега на залива Акаба и Мъртво море.
Йордания е модерна държава, йорданското общество е предимно урбанизирано. Кралството е класифицирано като развиващ се пазар със свободна пазарна икономика в книгата с факти за света на ЦРУ (CIA World Factbook). Страната има най-много свободни търговски споразумения, в сравнение с другите страни от региона. Режимът в страната е прозападен и поддържа близки взаимоотношения с Обединеното кралство и САЩ. Йордания става основен съюзник на НАТО през 1996 г. и е другата страна в региона, освен Египет, която поддържа дипломатически взаимоотношения с Израел. Йордания е учредителен член на Арабската лига, СТО, МВФ, Международния наказателен съд, ООН и др.

## История
В древността днешна Йордания е била дом на няколко семитски ханаанскоговорещи древни царства, включително царство Идумея, Моавско царство, Амон, Давидовото царство и др. През различни епохи от историята, региона и народите са били обект на контрол на мощни чужди империи, включително Акадската империя (2335 – 2193 пр. Хр.), Древен Египет (от XV до XIII в. пр. Хр.), Хетската империя (XIV и XIII в. пр. Хр.), Средноасирийското царство (1365 – 1020 пр. Хр.), Новоасирийското царство (911 – 605 пр. Хр.), Нововавилонското царство (604 – 539 пр. Хр.), Ахеменидската империя (539 – 332 пр. Хр.) и за отделни периоди от време от Израелтяните.
Определението „хашемитско“ в официалното название на Йордания произлиза от управляващата страната династия на Хашемитите, водещи началото си от племето Бану Хашем на пророка и основоположник на исляма Мохамед.

## Държавно устройство
Йордания е дуалистична монархия. Владетелят разполага с цялата изпълнителна власт, законодателната е споделена с парламента.

### Дипломатически мисии
- 2009 – Расим Якуб Хашим
- 2009 – Хасан ал-Бармауи

## Административно деление
Йордания е разделена на 12 области, най-голямата от които е Област Аман.

## География
Йордания се намира на континента Азия между географски ширини 29 ° и 34 ° N, и дължини 35 ° и 40 ° E (малка площ се намира на запад от 35 °). Състои се от сухо плато на изток, напоявано от оазис и сезонни водни течения, с висок планински район в западната обработваема земя и средиземноморски вечнозелени гори.
Йорданската рифтова долина на реката Йордан разделя страната от Израел и Палестинските територии. Най-високата точка в страната е Джабал Ум ад Дами – 1854 м над морското равнище, а най-ниската е Мъртво море -420 м. Йордания е част от регион считан за „люлката на цивилизацията“, Левантския Плодороден полумесец.
Големи градове включват столицата Аман и Салт на запад, Ирбид, Джераш и Зарка, на северозапад и Мадаба, Карак и Акаба в югозападната част. Голям град в източната част на страната е оазисният град Азрак.

## Население
Йорданците са араби с изключение на няколко малки общности черкези, арменци и кюрди, възприели арабската култура. Официалният език е арабски, но английският е широко използван в търговията и администрацията. Около 70% от населението на Йордания е градско. По-малко от 6% от селското население е номадско или полуномадско. Повечето жители обитават райони, където валежите правят възможно земеделието. Около 1,7 милиона души, регистрирани като палестински бежанци, живеят в Йордания, повечето от тях с местно гражданство. Към август 2015 г. сирийските бежанци наброяват 1,4 млн. по приблизителни оценки, а регистрираните са 629 245 души.

## Други
- Комуникации в Йордания
- Транспорт в Йордания
- Армия на Йордания
- Външна политика на Йордания
- Градове в Йордания